# Velloreille-lès-Choye
Pour les articles homonymes, voir Velloreille.
Velloreille-lès-Choye est une commune française située dans le département de la Haute-Saône, la région culturelle et historique de Franche-Comté et la région administrative Bourgogne-Franche-Comté.

## Géographie

### Climat
Pour des articles plus généraux, voir Climat de la Bourgogne-Franche-Comté et Climat de la Haute-Saône.
En 2010, le climat de la commune est de type climat des marges montargnardes, selon une étude du Centre national de la recherche scientifique s'appuyant sur une série de données couvrant la période 1971-2000. En 2020, Météo-France publie une typologie des climats de la France métropolitaine dans laquelle la commune est exposée à un climat semi-continental et est dans la région climatique  Lorraine, plateau de Langres, Morvan, caractérisée par un hiver rude (1,5 °C), des vents modérés et des brouillards fréquents en automne et hiver. 
Pour la période 1971-2000, la température annuelle moyenne est de 10,5 °C, avec une amplitude thermique annuelle de 17,2 °C. Le cumul annuel moyen de précipitations est de 982 mm, avec 12,7 jours de précipitations en janvier et 9,2 jours en juillet. Pour la période 1991-2020, la température moyenne annuelle observée sur la station météorologique de Météo-France la plus proche, « Cugney », sur la commune de Cugney à 3 km à vol d'oiseau, est de 11,2 °C et le cumul annuel moyen de précipitations est de 958,2 mm. 
La température maximale relevée sur cette station est de 40 °C, atteinte le 31 juillet 2020 ; la température minimale est de −17 °C, atteinte le 20 décembre 2009,,. 
Les paramètres climatiques de la commune ont été estimés pour le milieu du siècle (2041-2070) selon différents scénarios d'émission de gaz à effet de serre à partir des nouvelles projections climatiques de référence DRIAS-2020. Ils sont consultables sur un site dédié publié par Météo-France en novembre 2022.

## Urbanisme

### Typologie
Au 1er janvier 2024, Velloreille-lès-Choye est catégorisée commune rurale à habitat très dispersé, selon la nouvelle grille communale de densité à sept niveaux définie par l'Insee en 2022.
Elle est située hors unité urbaine. Par ailleurs la commune fait partie de l'aire d'attraction de Besançon, dont elle est une commune de la couronne,. Cette aire, qui regroupe 310 communes, est catégorisée dans les aires de 200 000 à moins de 700 000 habitants,.

### Occupation des sols
L'occupation des sols de la commune, telle qu'elle ressort de la base de données européenne d’occupation biophysique des sols Corine Land Cover (CLC), est marquée par l'importance des territoires agricoles (61,9 % en 2018), une proportion identique à celle de 1990 (61,9 %). La répartition détaillée en 2018 est la suivante : 
terres arables (48,9 %), forêts (38,1 %), prairies (6,9 %), zones agricoles hétérogènes (6,2 %). L'évolution de l’occupation des sols de la commune et de ses infrastructures peut être observée sur les différentes représentations cartographiques du territoire : la carte de Cassini (XVIIIe siècle), la carte d'état-major (1820-1866) et les cartes ou photos aériennes de l'IGN pour la période actuelle (1950 à aujourd'hui).

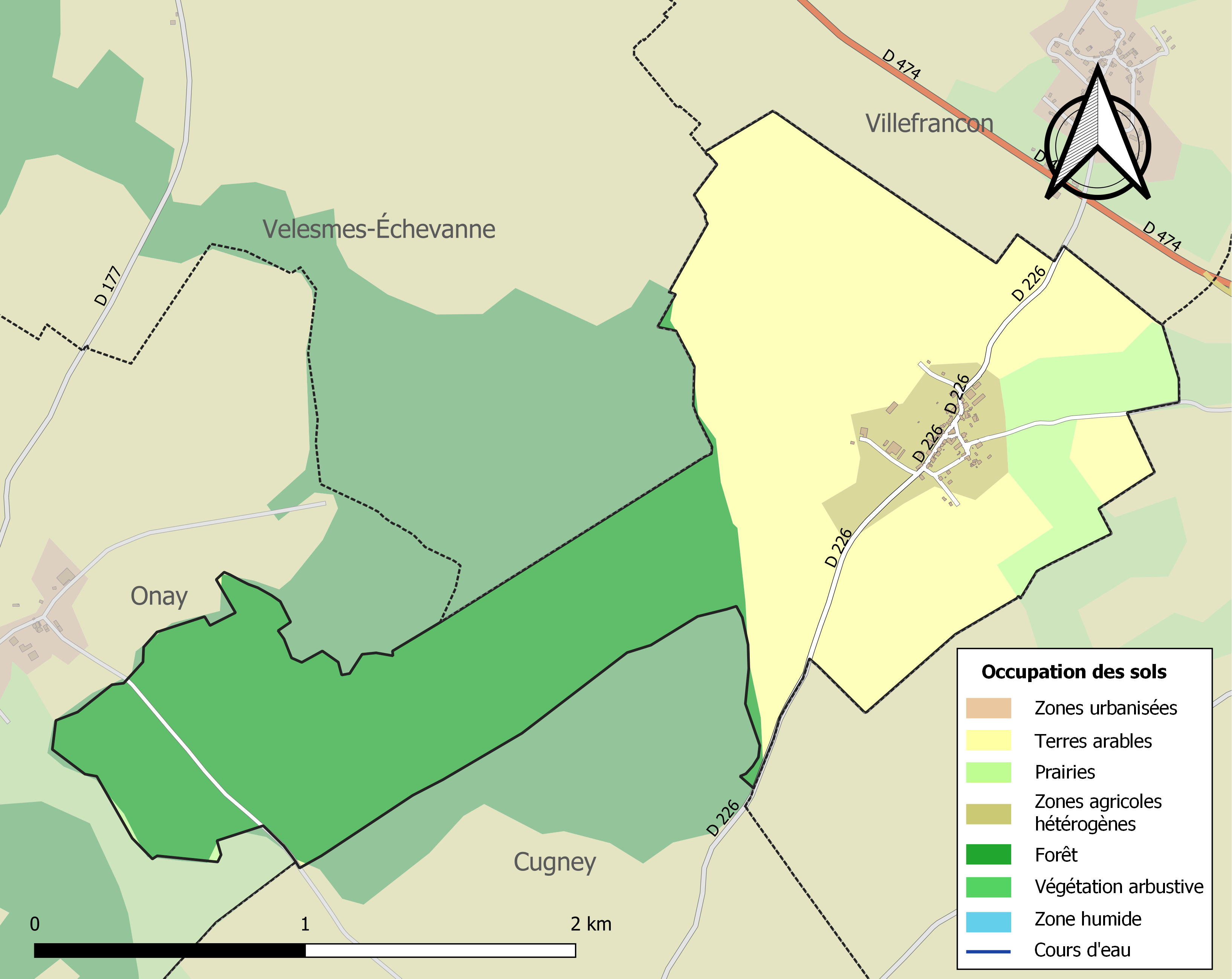
Carte des infrastructures et de l'occupation des sols de la commune en 2018 (CLC).

## Politique et administration

Carte départementale représentant en rouge la communauté de communes des monts de Gy (dans sa composition de 2015).

### Rattachements administratifs et électoraux
La commune fait partie de l'arrondissement de Vesoul du département de la Haute-Saône,  en région Bourgogne-Franche-Comté. Pour l'élection des députés, elle dépend de la première circonscription de la Haute-Saône.
Elle faisait partie depuis 1801 du canton de Gy. Dans le cadre du redécoupage cantonal de 2014 en France, la commune est désormais intégrée au canton de Marnay.

### Intercommunalité
La commune est membre de la communauté de communes des monts de Gy, créée le 31 décembre 1999.

### Liste des maires
| Période                                  | Période   | Identité        | Étiquette | Qualité                        |
| ---------------------------------------- | --------- | --------------- | --------- | ------------------------------ |
| Les données manquantes sont à compléter. |           |                 |           |                                |
|                                          | mars 1989 | Henry Viey      |           |                                |
| mars 1989                                | En cours  | Philippe Martin |           | Réélu pour le mandat 2020-2026 |

## Démographie
L'évolution du nombre d'habitants est connue à travers les recensements de la population effectués dans la commune depuis 1793. Pour les communes de moins de 10 000 habitants, une enquête de recensement portant sur toute la population est réalisée tous les cinq ans, les populations de référence des années intermédiaires étant quant à elles estimées par interpolation ou extrapolation. Pour la commune, le premier recensement exhaustif entrant dans le cadre du nouveau dispositif a été réalisé en 2004.

En 2022, la commune comptait 81 habitants, en évolution de +3,85 % par rapport à 2016 (Haute-Saône : −1,4 %, France hors Mayotte : +2,11 %).
| 1793 | 1800 | 1806 | 1821 | 1831 | 1836 | 1841 | 1846 | 1851 |
| ---- | ---- | ---- | ---- | ---- | ---- | ---- | ---- | ---- |
| 152  | 182  | 229  | 219  | 235  | 251  | 265  | 243  | 253  |

| 1856 | 1861 | 1866 | 1872 | 1876 | 1881 | 1886 | 1891 | 1896 |
| ---- | ---- | ---- | ---- | ---- | ---- | ---- | ---- | ---- |
| 207  | 208  | 186  | 162  | 160  | 152  | 162  | 155  | 128  |

| 1901 | 1906 | 1911 | 1921 | 1926 | 1931 | 1936 | 1946 | 1954 |
| ---- | ---- | ---- | ---- | ---- | ---- | ---- | ---- | ---- |
| 116  | 110  | 97   | 96   | 97   | 92   | 86   | 92   | 88   |

| 1962 | 1968 | 1975 | 1982 | 1990 | 1999 | 2004 | 2006 | 2009 |
| ---- | ---- | ---- | ---- | ---- | ---- | ---- | ---- | ---- |
| 67   | 64   | 51   | 55   | 45   | 51   | 64   | 71   | 80   |

| 2014 | 2019 | 2022 | - | - | - | - | - | - |
| ---- | ---- | ---- | - | - | - | - | - | - |
| 77   | 80   | 81   | - | - | - | - | - | - |

## Culture locale et patrimoine

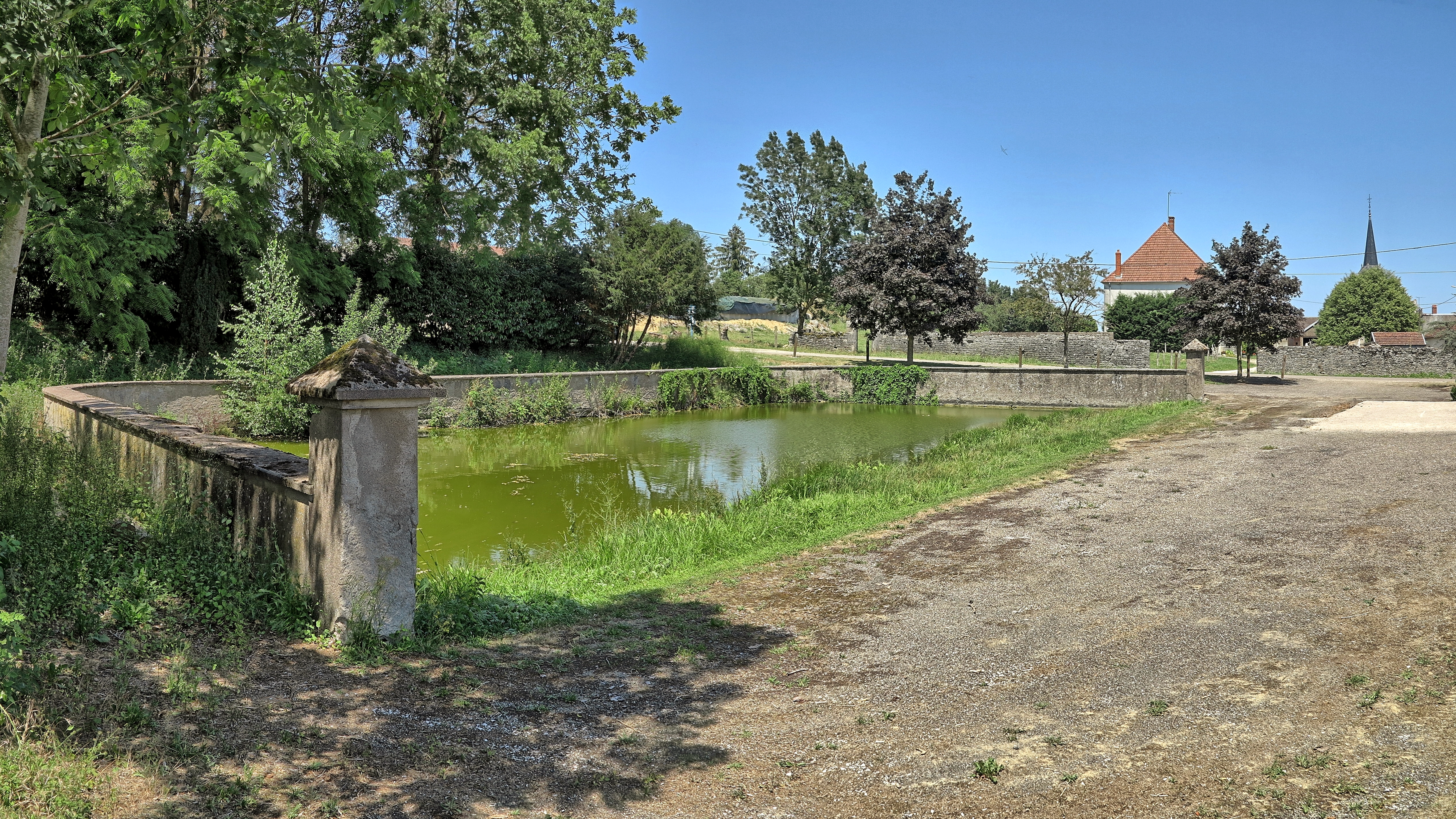
L'égayoir.

### Lieux et monuments
- L'église de la Nativité-de-Notre-Dame construite en 1874, inscrite à l'Inventaire général du patrimoine culturel[19].
- L'égayoir[20] : il mesure 30 m de long et 15 m de large, son lit est incliné, sa profondeur est au maximum d'1,50 m. C'est un des derniers en Haute-Saône.

### Personnalités liées à la commune
André Marie François Beuret (1901-1996) est un peintre de paysage et un dessinateur. Il fut élève de Jules Adler et Joseph Bergès. Il exposa certaines années au Salon des indépendants, notamment entre 1932 et 1939, puis en 1954[réf. nécessaire].